# Europastraße 99
Die Europastraße 99 (kurz: E 99) durchquert die Türkei in west-östlicher Richtung durch den anatolischen Teil nach Aserbaidschan (Exklave) beginnend in Şanlıurfa bis nach Sədərək in Aserbaidschan. Als Autobahn ist die Europastraße nicht ausgebaut.

## Verlauf
Die Europastraße 99 führt von Şanlıurfa, wo sie von der Europastraße 90 abgeht, über die D 885 nach Diyarbakır an der Batman-Talsperre auf der D 360 vorbei Richtung Bitlis (auf der D 965). Bei Tatvan bleibt die E 99 am Nordufer des Vansees auf der D 965 nach Erciş. Richtung iranischer Grenze auf der D 975 läuft die Straße dann in einen Bogen nach Norden bei Doğubeyazıt. Dort verläuft die E 99 auf einem kleinen Teilstück der E 80. Weiter auf der D 975 erreicht die E 99 Iğdır. Die E 99 läuft auf der D 080 schließlich die aserbaidschanische Grenze an und geht dann in die M 7 über. Sie endet in Sədərək, wo sich die E 002 anschließt.
Die Europastraße 99 durchquert die türkischen Provinzen Şanlıurfa, Diyarbakır, Batman, Bitlis, Van, Ağrı und Iğdır. In Aserbaidschan erreicht die E 99 den Rayon Sədərək.